# كوناكوفو
كوناكوفو (بالروسية: Конаково) هي إحدى مدن روسيا في الكيان الفدرالي الروسي تفير أوبلاست.